# Saint-Denis-de-Jouhet
Saint-Denis-de-Jouhet – miejscowość i gmina we Francji, w Regionie Centralnym, w departamencie Indre.
Według danych na rok 1990 gminę zamieszkiwało 1200 osób, a gęstość zaludnienia wynosiła 28 osób/km² (wśród 1842 gmin Regionu Centralnego Saint-Denis-de-Jouhet plasuje się na 326. miejscu pod względem liczby ludności, natomiast pod względem powierzchni na miejscu 141.). Nazwa miejscowości pochodzi od imienia św. Dionizego.